# Новосёлки (Мостовский сельсовет)
Новосёлки (бел. Навасёлкі) — деревня в Мостовском районе Гродненской области Беларуси. Входит в состав Мостовского сельсовета.

## География
Расположена в 15 км от города Мосты. Пролегает дорога Н-6466.
Ближайшие населённые пункты Дашковцы, Новинка и др.

### Гидрография
На берегу реки Неман.

## История
С 1905 года в Мостовской волости Гродненского уезда Гродненской губернии.
С 1921 года в составе Польши, деревня Гродненского уезда Белостокского воеводства.
С 1939 года деревня в составе БССР.
С 12 октября 1940 года в Мальковичском сельсовете.
В Великую Отечественную войну с июня 1941 года до 17 июля 1944 года оккупирована немецкими фашистами, захватчики погубили 11 мирных жителей, из них 6 погибли.
В 1950 году создан колхоз имени Шверника.

## Население

### Численность
- 2009 год — 37 жителей

### Динамика
- 1905 год — 358 жителей[2]
- 1921 год — 130 жителей, 24 дома
- 1959 год — 318 жителей
- 1970 год — 263 жителей
- 1999 год — 65 жителей (перепись населения)
- 2001 год — 66 жителей, 41 двор
- 2009 год — 37 жителей (перепись населения)[2]

## Улицы
- Жукова
- Мира
- Первое Мая

## Достопримечательность
- Стоянка и селище периода каменного и бронзового веков, средневековья, на принеманском крае террасы, на юго-востоке от верхней окраины деревни Новосёлки —  Историко-культурная ценность Республики Беларусь, шифр 413В000380.